# Massacre de la rivière Mekong
 (octobre 2021).
La mise en forme du texte ne suit pas les recommandations de Wikipédia : il faut le « wikifier ».
Les points d'amélioration suivants sont les cas les plus fréquents. Le détail des points à revoir est peut-être précisé sur la page de discussion.
- Les titres sont pré-formatés par le logiciel. Ils ne sont ni en capitales, ni en gras.
- Le texte ne doit pas être écrit en capitales (les noms de famille non plus), ni en gras, ni en italique, ni en « petit »…
- Le gras n'est utilisé que pour surligner le titre de l'article dans l'introduction, une seule fois.
- L'italique est rarement utilisé : mots en langue étrangère, titres d'œuvres, noms de bateaux, etc.
- Les citations ne sont pas en italique mais en corps de texte normal. Elles sont entourées par des guillemets français : « et ».
- Les listes à puces sont à éviter, des paragraphes rédigés étant largement préférés. Les tableaux sont à réserver à la présentation de données structurées (résultats, etc.).
- Les appels de note de bas de page (petits chiffres en exposant, introduits par l'outil «  Source ») sont à placer entre la fin de phrase et le point final[comme ça].
- Les liens internes (vers d'autres articles de Wikipédia) sont à choisir avec parcimonie. Créez des liens vers des articles approfondissant le sujet. Les termes génériques sans rapport avec le sujet sont à éviter, ainsi que les répétitions de liens vers un même terme.
- Les liens externes sont à placer uniquement dans une section « Liens externes », à la fin de l'article. Ces liens sont à choisir avec parcimonie suivant les règles définies. Si un lien sert de source à l'article, son insertion dans le texte est à faire par les notes de bas de page.
- La présentation des références doit suivre les conventions bibliographiques. Il est recommandé d'utiliser les modèles {{Ouvrage}}, {{Chapitre}}, {{Article}}, {{Lien web}} et/ou {{Bibliographie}}. Le mode d'édition visuel peut mettre en forme automatiquement les références.
- Insérer une infobox (cadre d'informations à droite) n'est pas obligatoire pour parachever la mise en page.

Pour une aide détaillée, merci de consulter Aide:Wikification.
Si vous pensez que ces points ont été résolus, vous pouvez retirer ce bandeau et améliorer la mise en forme d'un autre article.
 (mars 2022).

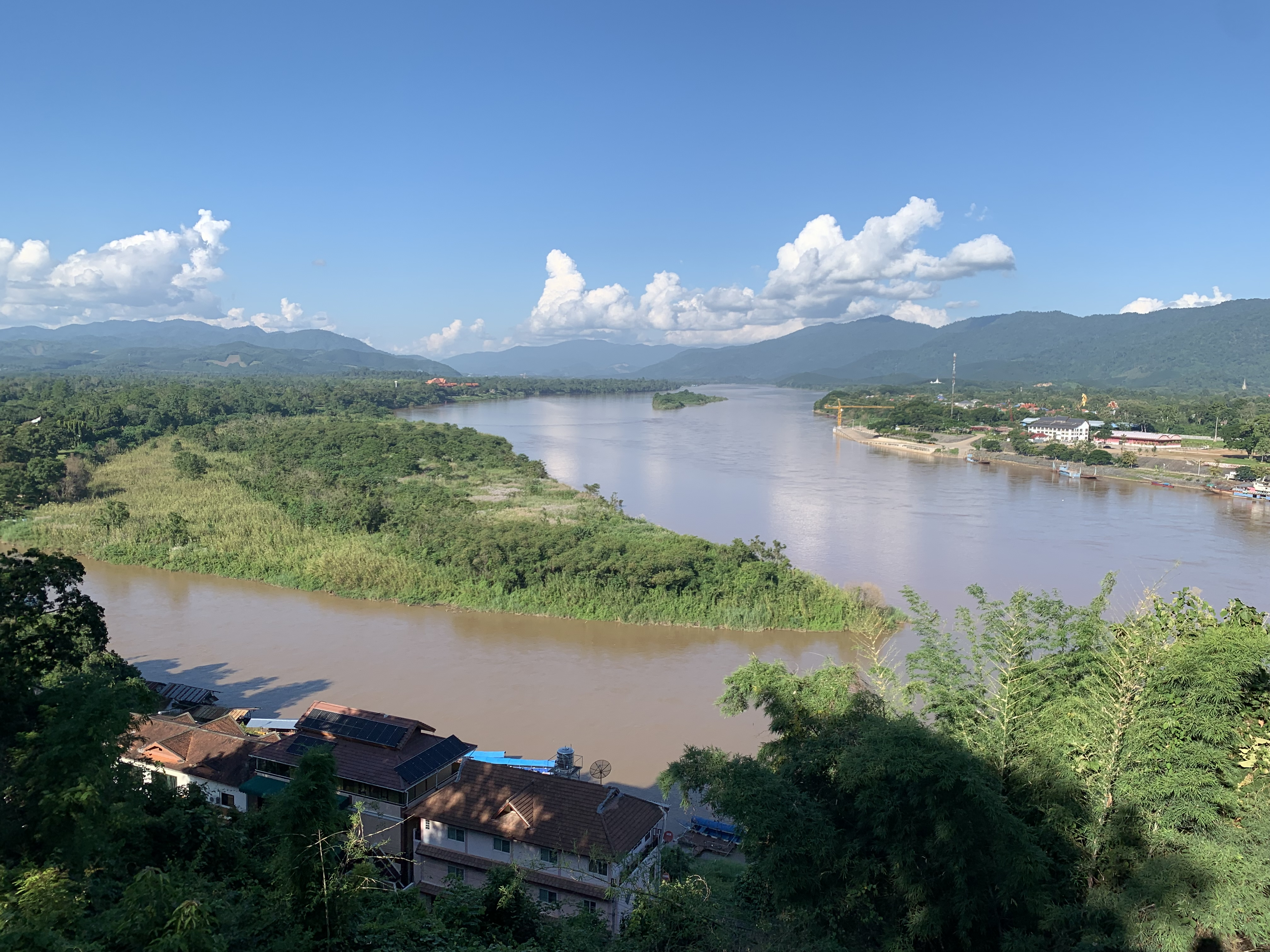
Mekong dans le Triangle d'or, lieu du massacre.

Le massacre du Mékong s'est produit le matin du 5 octobre 2011, lorsque deux cargos chinois transportant des marchandises ont été attaqués sur un tronçon du Mékong dans la région du Triangle d'Or aux frontières du Myanmar (Birmanie) et de la Thaïlande. Les 13 membres d'équipage des deux navires ont été tués et jetés dans la rivière. Il s'agit de l'attaque la plus meurtrière contre des ressortissants chinois à l'étranger des temps modernes. 
En réponse, la Chine a temporairement suspendu la navigation sur le Mékong et a conclu un accord avec le Myanmar, la Thaïlande et le Laos pour patrouiller conjointement le fleuve.
L'événement a également donné l'impulsion à la Déclaration de Naypyidaw et à d'autres efforts de coopération antidrogue dans la région. 
Le 28 octobre 2011, les autorités thaïlandaises ont arrêté neuf soldats du groupe Pha Muang, qui ont par la suite « disparu du système judiciaire » . Le baron de la drogue Naw Kham (en) et trois de ses subordonnés ont finalement été jugés et exécutés par le gouvernement chinois pour leur rôle dans le massacre .

## Réactions
Le massacre a suscité l'indignation du public chinois. La Chine a temporairement suspendu toutes les expéditions chinoises sur le Mékong. En décembre 2011, la Chine, le Myanmar, le Laos et la Thaïlande ont commencé des patrouilles conjointes sur le Mékong après qu'un accord de sécurité a été conclu entre les quatre pays, avec la participation de plus de 200 policiers chinois des frontières de la province du Yunnan. C'était le premier déploiement conjoint de ce type en Asie du Sud-Est et il est considéré comme une illustration du rôle croissant de la Chine dans la sécurité régionale.

## Autres attaques
Le 4 janvier 2012, un patrouilleur birman et quatre cargos chinois ont été attaqués sur le Mékong au Myanmar. Plusieurs grenades ont été tirées, peut-être à partir de lance-grenades M79, mais toutes ont raté les bateaux.

## Dans la culture populaire
Le film Opération Mékong (réalisé par Dante Lam ), basé sur l'incident, est sorti en septembre 2016 . Il a réalisé 1,18 milliard de yuans de bénéfices au box-office et est devenu l'un des films les plus rentables de Chine,.